# Gozd-Reka
Gozd - Reka este o localitate din comuna Šmartno pri Litiji, Slovenia, cu o populație de 143 de locuitori.